# Technical Diving International
Technical Diving International (TDI) este una din cele mai importante organizații internaționale de brevetare a scafandrilor și instructorilor în scufundările cu caracter tehnic. Sediul se află în orașul Topsham, Maine, S.U.A.
TDI a fost fondată în 1993 de către Bret Gilliam și Skaggs Mitch foști membri în comitetul director al IANTD – International Association of Nitrox Divers.
Cursurile de brevetare ale TDI sunt destinate în special scufundărilor cu caracter tehnic cu amestecuri respiratorii sintetice Nitrox, Heliox, Trimix, în peșteri, la epave, utilizarea aparatelor recirculatorii în circuit închis și semiînchis Dräger Dolphin, Submatix, Azimuth, Inspiration, KISS, Optima), precum și acreditarea de tehnicieni pentru prepararea amestecurilor respiratorii sintetice.
În 1999, în cadrul TDI se creează Scuba Diving International (SDI), organizație care se concentrează în exclusivitate pe brevetarea scafandrilor sportivi.
Ulterior este inclusă o altă organizație numită Emergency Response Diving International (ERDI), cu scopul de a oferi cursuri de brevetare pentru grupurile speciale de scafandrii din cadrul poliției, pompieri și alte organizații publice în metode specializate de căutare, recuperare și salvare în cele mai variate medii acvatice.